# Alfredo Castillo Cervantes

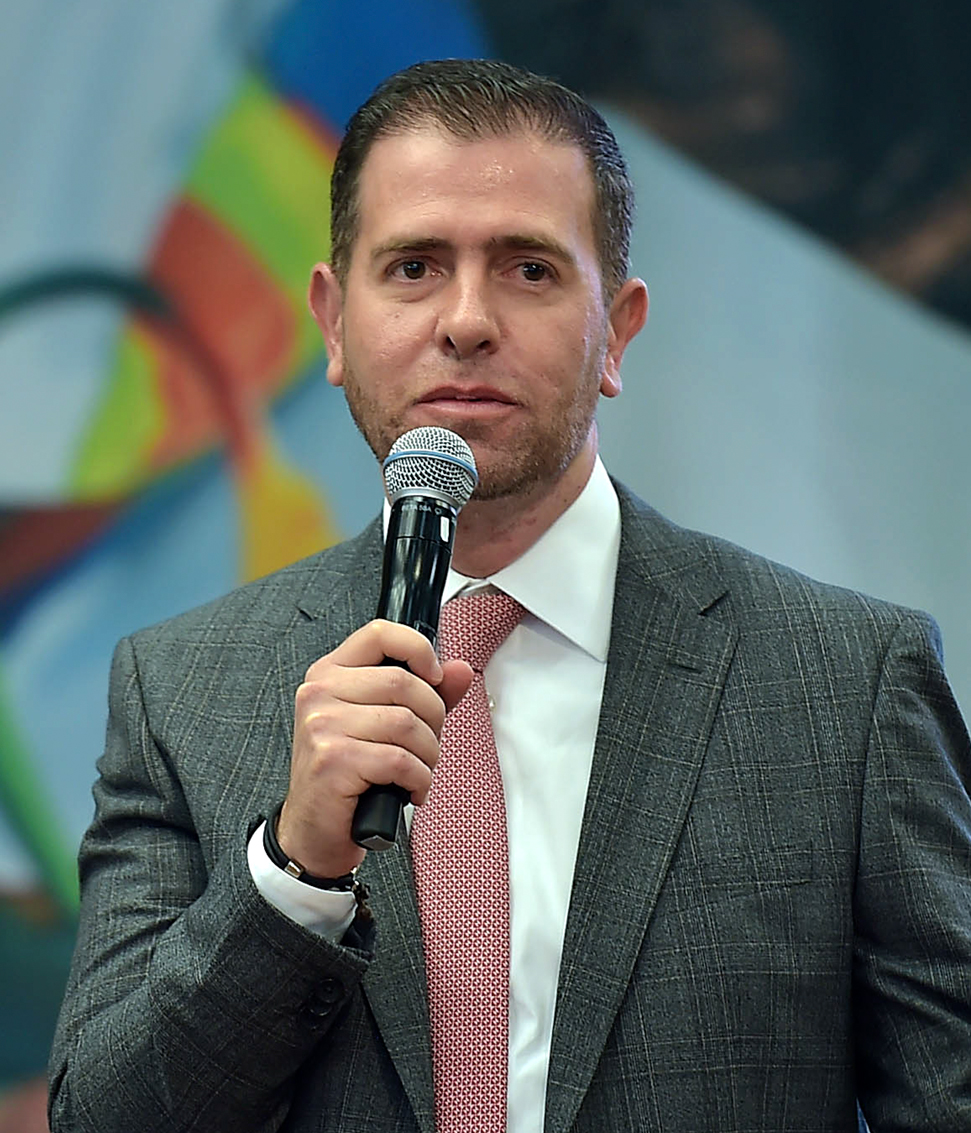
Alfredo Castillo Cervantes

Alfredo Castillo Cervantes (* 25. Juli 1975) ist ein mexikanischer Jurist. Er war von Juni 2010 bis Generalstaatsanwalt Mai 2013 seines Landes.

## Leben
Alfredo Castillo Cervantes studierte Rechtswissenschaften mit Schwerpunkt auf Kriminologie und Kriminalistik auf der Universidad Autónoma Metropolitana. Darüber hinaus studierte er Politikwissenschaft und öffentliche Verwaltung auf der Universidad Iberoamericana und Wirtschaftswissenschaften auf der Escuela Bancaria y Comercial.
Er hat in dem Büro des Generalstaatsanwalts an der Strafprozessordnung „B“ (2001) und „C“ (2002) mitgewirkt und war von 2002 bis 2003 Berater des Generalstaatsanwalts. Er war von 2003 bis 2004 Direktor im Amt für öffentliche Ordnung. Von 2006 bis 2007 war er Direktor für Strategische Planungen bei der mexikanischen Bundespolizei. Danach war er bis 2008 Direktor für Koordination und Schulung im Sekretariat für öffentliche Sicherheit. Im Juni 2010 wurde er zu Generalstaatsanwalt ernannt. Im Mai 2013 wurde er zum neuen Leiter der mexikanischen Verbraucherschutzbehörde.
Im Januar 2014 ernannte ihn Präsident Enrique Peña Nieto zum Sondersicherheitsbeauftragten für Michoacán (span. el comisionado para la Seguridad y Desarrollo Integral de Michoacán). Am 16. April 2015 wurde er neuer Leiter der Nationalen Kommission für Körperkultur und Sport. 2018 wurde er in diesem Amt von Ana Guevara abgelöst. 